# Art of Noise
Art of Noise, ibland skrivet The Art of Noise, var en banbrytande brittisk synthgrupp som grundades 1983 av producenten Trevor Horn, musikjournalisten Paul Morley och musikerna Anne Dudley, J.J. Jeczalik och Gary Langan. Gruppens ursprungliga musikstil var övervägande instrumental och uppbyggd kring digitala samplingar, något som var nytt på den tiden.
En av Art of Noises största framgångar var när de 1988 i samarbete med Tom Jones gjorde en cover på Princes låt "Kiss". Gruppen vann en Grammy Award med låten "Peter Gunn" 1986.
Den brittiska technogruppen The Prodigy samplade Art of Noises "Close (To the Edit)" för låten "Firestarter".
Art of Noise har varit mer eller mindre inaktiva sedan 2000.

## Medlemmar
- Anne Dudley – piano, synthesizer (1983–1990, 1998–2000, 2017)
- J. J. Jeczalik – synthesizer (1983–1990, 2017)
- Gary Langan – keyboard, synthesizer (1983–1987, 2017)
- Trevor Horn – basgitarr, gitarr, keyboard, sång (1983–1985, 1998–2000)
- Paul Morley – synthesizer (1983–1985)
- Lol Creme – gitarr, basgitarr, keyboard, sång (1998–2000)

## Diskografi

### Studioalbum
- 1983 – Into Battle With The Art of Noise (EP)
- 1984 – Who's Afraid of The Art of Noise?
- 1986 – In Visible Silence
- 1987 – In No Sense? Nonsense!
- 1989 – Below the Waste
- 1999 – The Seduction of Claude Debussy

### Singlar
- "Beat Box" (1983)
- "Moments In Love" (1983)
- "Close (To the Edit)" (1984)
- "Legs" (1985)
- "Paranoimia" (med Max Headroom; 1986)
- "Peter Gunn" (med Duane Eddy; 1986)
- "Legacy" (1986)
- "Dragnet" (1987)
- "Kiss" (med Tom Jones; 1988)
- "Yebo!" (med Mahlathini och Mahotella Queens; 1989)
- "Art of Love" (1990)
- "Shades of Paranoimia" (1992)
- "Dreaming In Colour" (1998)
- "Metaforce" (med Rakim; 1999)

### Samlings- och remixalbum
- Daft (1985)
- Re-works of Art of Noise (1987)
- The Best of the Art of Noise (1988)
- The Ambient Collection (1990)
- The FON Mixes (1991)
- The Best of the Art of Noise (ny version med andra låtar; 1992)
- The Drum and Bass Collection (1996)
- Belief System / Bashful / An Extra Pulse of Beauty (1999)
- Reduction (2000)
- The Abduction of the Art of Noise (2003)
- Reconstructed (2004)
- And What Have You Done With My Body, God? (4 CD-box med material från tiden kring debutalbumet; 2006)

### DVD:er
- Into Vision (2002)
Inspelningar från fyra olika konserter 1999 och 2000 i Chicago, på festivalen Coachella Valley Music and Arts Festival i Kalifornien, i Shepherd's Bush i London och i Wembley Stadium i London.